# مورسنگ‌چشم خطدار
مورسنگ‌چشم خط‌دار (نام علمی: Thamnophilus tenuepunctatus) گونه‌ای از پرندگان خانواده مورچه‌مرغان است و در کلمبیا، اکوادور و پرو یافت می‌شود.
زیستگاه طبیعی آن جنگل‌های دشت نمناک نیمه‌گرمسیری یا گرمسیری و جنگل‌های کوهستانی نمناک نیمه‌گرمسیری یا گرمسیری است. نسبتاً زیاد است اما در امتداد مرزهای جنگلی پنهان است.